# (5788) 1992 NJ
(5788) 1992 NJ — астероїд головного поясу. Відкритий 1 липня 1992 року Робертом Макнотом.
Тіссеранів параметр щодо Юпітера — 3,070.